# Olsztyn
Olsztyn je mesto na severu Poljske. Je glavno mesto Varminsko-mazurskega vojvodstva. Leta 2017 je mestno prebivalstvo štelo 173.070 ljudi.